# Levang

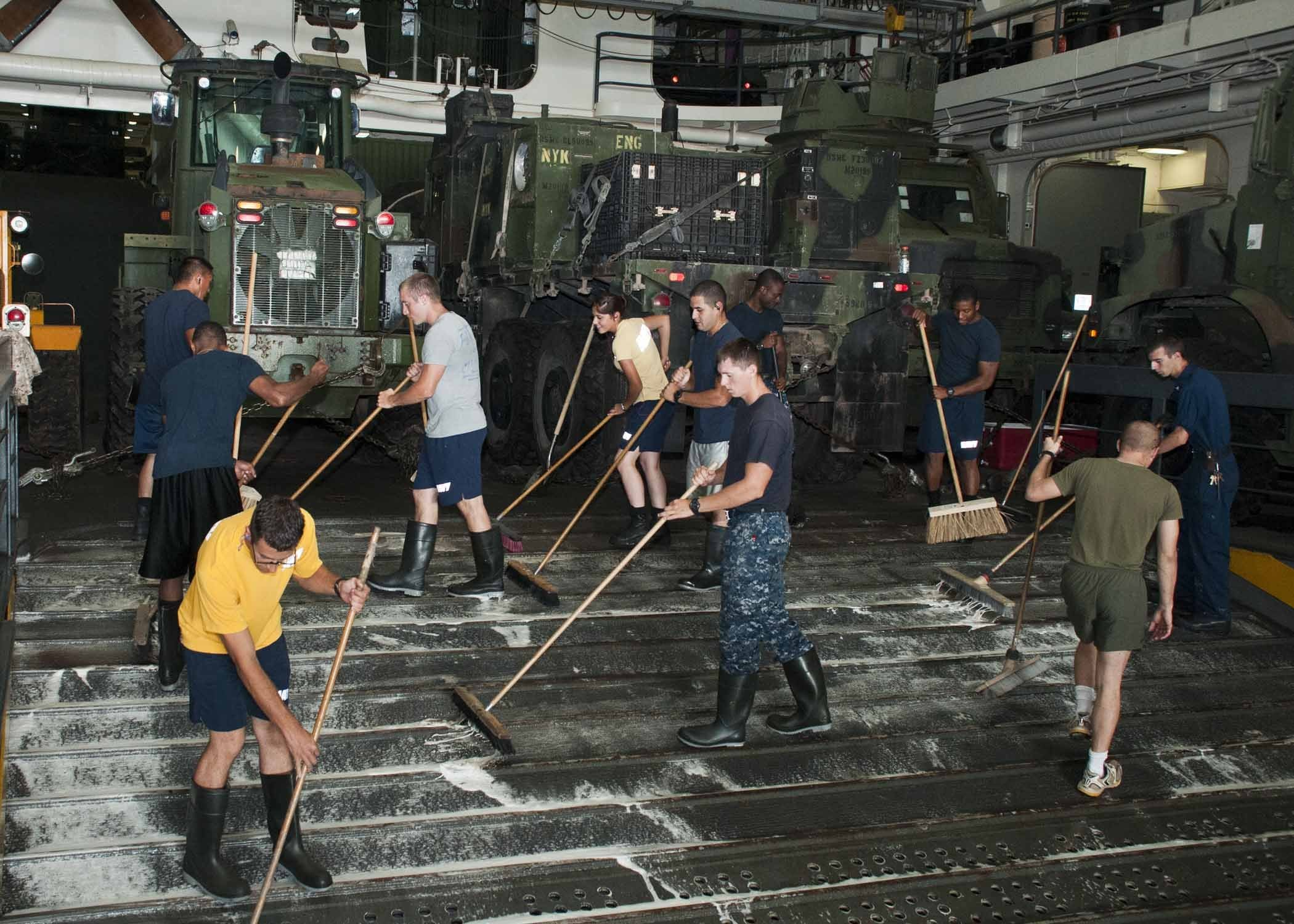
Rengöring av fartygsdäck med levanger.

Levang är en långskaftad borste med hård kort borst. Termen används framförallt som sjöterm där man skrubbar däck med en levang.
En speciellt utformad levang har en vattenbehållare med ett litet hål undertill långt ned på skaftet. Man fyller behållaren genom att doppa sin levang i sjön eller havet och skrubbar sedan i rinnande vatten. Alla skurborstar med långt skaft kan betecknas levang.